# Qatar Telecom German Open 2008
Il Qatar Telecom German Open 2008 è stato un torneo di tennis giocato sulla terra rossa.
È stata la 96ª edizione del German Open, che fa parte della categoria Tier I nell'ambito del WTA Tour 2008.
Si è giocato al Rot-Weiss Tennis Club di Berlino in Germania.
Il montepremi ammontava a 1.300.000 dollari.

## Campioni

### Singolare
Dinara Safina ha battuto in finale  Elena Dement'eva con il punteggio di 3–6, 6–2, 6–2.

### Doppio
Cara Black /  Liezel Huber hanno battuto in finale  Nuria Llagostera Vives /  María José Martínez Sánchez con il punteggio di 3–6, 6–2, [10–2].